# Тереза Гізе
Тереза Ґізе (нім. Therese Giehse; 6 березня 1898, Мюнхен — 3 березня 1975, там же) — німецька актриса.

## Життєпис
Тереза Ґізе брала приватні уроки акторської майстерності. З 1920 по 1926 рік грала в провінційних німецьких театрах — в Ґіссені, Гливицях, Ландсгут та інших. У 1926—1933 роках була актрисою в мюнхенському «Каммершпіле» в Отто Фалькенберга. У 1933 році разом з Клаусом Манном і Ерікою Манн заснувала мюнхенське політичне антинацистське кабаре «Пфеффермюле». У 1934 році разом з друзями та колегами по проєкту емігрувала до Швейцарії, де кабаре продовжило свою роботу; до кінця 1930-х років у складі трупи гастролювала в Чехословаччині, Бельгії, Нідерландах, США.
Під час другої світової війни жила у Швейцарії, з лютого 1937 року була актрисою цюрихського «Шаушпільхауз», одночасно виступала на сценах театрів Берна і Люцерна, Міського театру Базеля. Після закінчення війни у 1948—1949 роках гастролювала на сцені Нового театру («Скала») у Відні.
Театральна кар'єра Ґізі тісно пов'язана з драматургією Бертольта Брехта — вона, зокрема, була першою виконавицею головної ролі в п'єсі Брехта «Матінка Кураж та її діти» — на цюрихському «Шаушпільхауз» 1941 року. 1949 року стала актрисою щойно заснованого Брехтом в східному секторі Берліна театру «Берлінер ансамбль». На цій сцені зіграла, головну роль у п'єсі М. Горького «Васса Желєзнова», фрау Філітц в «Червоному півні» Г. Гауптмана, Марту Руль в «Розбитому глечику» Г. Клейста, який сама і поставила.
1952 року Ґізі зробила вибір на користь Західної Німеччини, повернулася на сцену мюнхенського «Каммершпіле», на сцені якого виступала до 1974 року. Одночасно до 1966 року постійно гастролювала в цюрихському «Шаушпільхауз», де грала, зокрема, Селестіну в першій постановці п'єси Макса Фріша «Дон Жуан, або Любов до геометрії», а також головні ролі в перших постановках п'єс Фрідріха Дюрренматта «Візит старої дами» (1956) та «Фізики» (1962), причому у «Фізиках» драматург спеціально для Ґізе переробив чоловічу роль головного лікаря клініки на жіночу — Матильду фон Цанд. Цю роль Ґізе того ж року зіграла й у «Каммершпіле».
Кінематографічна кар'єра Ґізе мала скромніший характер, в ній переважали другорядні ролі (зокрема у таких відомих фільмах, як «Анна Кареніна» Жюльєна Дювів'є); серед винятків — головна роль у телефільмі «Васса Желєзнова» за мотивами однойменної трагедії М. Горького (НДР, 1963). Однак фінальна точка цієї кар'єри виявилася значною: в останній рік свого життя Ґізі, вже прикута до ліжка, зіграла одну з головних ролей у фільмі Луї Маля «Чорний місяць», що вийшов уже після її смерті й був присвячений її пам'яті.

## Особисте життя
Тереза Гізе була лесбійкою. 20 травня 1936 року вона вийшла заміж за гомосексуального англійського письменника Джона Гемпсона (1901—1955), задля того аби отримати британський паспорт і таким чином уникнути переслідування з боку нацистів.
Після війни у Гізе був роман з акторкою Маріанною Гоппе.

## Творчість

### Театральні роботи
«Шаушпільхауз», Цюрих
- 1941 — «Матінка Кураж та її діти» Б. Брехта. Постановка Л. Линдтберга — Кураж.
- 1948 — «Пан Пунтіла і його слуга Матті» Б. Брехта. Постановка Б. Брехта та К. Хіршфельда — Емма-самогонщиця.

«Берлінер ансамбль»
- 1949 — «Пан Пунтіла і його слуга Матті» Б. Брехта. Постановка Б. Брехта й Е. Енгеля — Эмма-самогонщиця.
- 1949 — «Васса Железнова» М. Горького. Постановка Бертольда Фіртеля — Васса.
- 1951 — «Червоний півень» та «Боброва шуба», композиція Б. Брехта за п'єсами Г. Гауптмана. Постановка Егона Монка — фрау Філітц.
- 1952 — «Розбитий глечик» Г. Клейста. Постановка Т. Ґізе — Марта Руль.